# Armênia nos Jogos Olímpicos de Verão de 2004
Armênia competiu nos Jogos Olímpicos de Verão de 2004, em Atenas, na Grécia.

## Atletismo
Atletas armênios até agora alcançaram os padrões de qualificação nos seguintes eventos de atletismo (até um máximo de 3 atletas em cada evento no padrão 'A', e 1 no padrão 'B').
Masculino
| Atleta            | Evento       | Qualification | Qualification | Final       | Final       |
| Atleta            | Evento       | Distância     | Posição       | Distância   | Posição     |
| ----------------- | ------------ | ------------- | ------------- | ----------- | ----------- |
| Armen Martirosyan | salto triplo | 15.05         | 43            | Não avançou | Não avançou |

Feminino
Track & road events
| Atleta           | Evento | Heat      | Heat    | Quarterfinal | Quarterfinal | Semifinal   | Semifinal   | Final       | Final       |
| Atleta           | Evento | Resultado | Ranking | Resultado    | Ranking      | Resultado   | Ranking     | Resultado   | Rank        |
| ---------------- | ------ | --------- | ------- | ------------ | ------------ | ----------- | ----------- | ----------- | ----------- |
| Marine Ghazaryan | 100 m  | 12.29     | 6       | Não avançou  | Não avançou  | Não avançou | Não avançou | Não avançou | Não avançou |